# قصر الصانع
قصر الصانع، أول القبور في مدائن صالح هو قصر الصانع، وهو بمثابة مقدمة للعناصر الرئيسة للطراز النبطي للقبور في ديار قوم ثمود، والشكلان المكونان من خمس درجات والنقوش في أعلى الباب، وداخل القبر فتحات كانت توضع فيها الجثث، وتقدم الخريمات عشرين ضريحاً بحالة جيدة وتعد من أفضل القبور المحفوظة في مدائن صالح، وهناك العديد من الرموز التي يبدو أنها تربط أجيالاً من التصوير الثقافي المستعار من الأحباش والمصريين وغيرهم، وتظهر أشكالاً تبدو كالغرفين (جسم أسد بأجنحة) برؤوس بشرية، وأشكالاً تشبه الورود مرسومة على زبدية استخدمت ضمن طقوس مصاحبة للجنائز، وفي الخريمات بيوت مبنية من اللبن وبئر نبطي.

## موقع القصر
يقع قصر الصانع بعد دخول الحجر بمسافة 200م، وقد جاءت التسمية محلية مثل المقابر النبطية الأخرى، وهو عبارة عن واجهة منحوتة بالأعمدة والزخارف والتماثيل الوثنية، وفي الداخل حجر الدفن وبها مدافن كبيرة وأخرى صغيرة في أرضية وجدران الحجرة. ، وهو عبارة عن كتلتين صخريتين، الغربية منها تضم مدفناً واحداً يسمى قصر الصانع، والكتلة الشرقية تضم ستة مدافن بسيطة النحت.

## سبب التسمية
تعتبر تسمية محلية لمقبرة أسرة وافدة من خارج الحجر، وهي مثل المقابر النبطية كالواجهة المنحوتة، وحجرة دفن بها مدافن، وأخرى صغيرة ذات أرضية وجدران.

## القصر والآثار
تعتبر من المقابر المبكرة، ويُقرأ النقش كالتي:
«هذه المقبرة أنشأها ملكيون الغثور تحت أمرة حنين هيفيستن رئيس حامية والده وهي من أجله وأجل أطفاله، وذريته، جيلاً بعد جيل، في شهر نيسان السنة السابعة عشر من حكم سيدنا الحارثة ملك الانباط المحب لشعبه، عبد الحارثة النحات ابن عبد عبادة نحتها».

## انظر ايضاً
- مدائن صالح
- قصر البنت (مدائن صالح)

## وصلات خارجية
- قصر البنت والصانع .. حكاية الحضارة النبطية في «مدائن صالح».
- مدائن صالح.. مقصد سياحي سعودي يكتنز حضارة الأنباط.